# Alan Isler
Alan Isler (Londra, 12 settembre 1934 – New York, 29 marzo 2010) è stato uno scrittore statunitense.

## Biografia
Nato a Londra nel 1934, a 18 anni è emigrato negli Stati Uniti.
Dopo aver servito l'esercito dal '54 al '56, ha studiato alla Columbia University e insegnato al Queens College, Università della Città di New York.
Nel 1994 ha esordito nella narrativa con il romanzo Il principe della West End avenue grazie al quale ha vinto il Premio Jewish Quarterly-Wingate.
Autore di altri 3 romanzi e 2 raccolte di racconti, è morto a New York il 29 marzo 2010 dopo lunga malattia.

## Opere principali

### Romanzi
- Il principe della West End avenue (The Prince of West End Avenue, 1994), Venezia, Marsilio, 1999 traduzione di Paola Vertuani ISBN 88-317-7265-1.
- Kraven Images (1996)
- Clerical Errors (2000)
- Per sesso o per amore (The Living Proof, 2005), Roma, Newton Compton, 2007 traduzione di Cristina Carmenati ISBN 978-88-541-0759-5.

### Raccolta di racconti
- Op.Non.Cit (1997)
- The Bacon Fancier (1997)

## Premi e riconoscimenti
- National Jewish Book Award: 1994 vincitore con Il principe della West End avenue
- Premio Jewish Quarterly-Wingate: 1996 vincitore nella sezione "Narrativa" con Il principe della West End avenue